# Il Principe - Un amore impossibile
Il Principe - Un amore impossibile (El Príncipe) è una serie televisiva spagnola creata da César Benítez ed Aitor Gabilondo e prodotta da Mediaset España Comunicación e Plano a Plano dal 2014 al 2016. Protagonisti della serie sono Álex González, Hiba Abouk, José Coronado, Rubén Cortada e Stany Coppet.
Della serie sono state prodotte due stagioni, composte rispettivamente da 13 e 18 episodi della durata di 75 minuti ciascuno.
In Spagna, la serie va in onda su Telecinco, dove il primo episodio fu trasmesso in prima visione il 4 febbraio 2014.
In Italia, la serie viene trasmessa da Canale 5, dove il primo episodio è andato in onda il 5 settembre 2014, eccezionalmente in simulcast su Iris, Mediaset Extra, TOP Crime e Italia 2. Nella versione italiana, è stata modificata la durata degli episodi (che varia dai 110 ai 150 minuti ciascuno) per un totale di 8 episodi. A causa, però, del brusco calo di ascolti, a partire dal 3 ottobre, la serie viene spostata in seconda serata dove vanno in onda gli episodi con la loro durata originale di 75 minuti. Alla fine, in Italia, tutta la prima serie viene trasmessa in 9 episodi.

## Trama

### Prima stagione
L'agente dei servizi segreti Javier Morey viene inviato sotto falsa identità da Madrid a Ceuta, città spagnola situata nel Nord Africa, per far fronte alle lotte tra bande di trafficanti e la corruzione del distretto di polizia del quartiere di El Príncipe ("Il Principe").
A Ceuta, Morey conosce Fátima Ben Barek, sorella del boss Faruq Ben Barek e promessa sposa a Khaled Ashour, con la quale ha una storia. Al centro delle indagini di Morey vi è la misteriosa scomparsa del fratello minore di Fátima e Faruq, Abdessalam Ben Barek, detto "Abdu". Nella sparizione sono in parte coinvolti anche alcuni poliziotti del distretto di El Príncipe, tra cui Fran Peyón, responsabili dell'occultamento di quello che credevano essere il presunto corpo di Abdu, in realtà finito nella rete di un gruppo jihādista.
Morey scopre che i potenziali attentatori vengono reclutati da Omar, insegnante che lavora allo stesso centro studi dove lavora Fátima. L'ultimo ad essere caduto nella rete è uno degli studenti della donna, Driss, che in seguito finisce in coma dopo una sparatoria.
Nel frattempo, Abdu è pronto a mettere in atto la sua missione terroristica: farsi saltare a bordo di un traghetto. Abdu viene però scoperto da uno dei passeggeri del pullman che si sta dirigendo all'imbarco e, dopo una lunga trattativa con le forze dell'ordine, Fatima sale sul pullman per far rinsavire il fratello per convincerlo a fermarsi e quando il ragazzo scopre che la sua fidanzata è stata uccisa insieme al figlio mai nato dagli stessi jihadisti a cui si era unito decide di arrendersi ma mentre scende dal pullman vedendo che la polizia sta cercando di disattivare la bomba Abdu perde la testa e tirato fuori un detonatore tenta di fare esplodere la bomba nonostante Fatima lo supplichi di fermarsi e Morey vedendo che non c'è altra via è costretto a uccidere il ragazzo.

### Seconda stagione
Dalla tragica morte di Abdu sono passati sei mesi: nel frattempo, il padre del ragazzo è morto di crepacuore per il dispiacere, mentre Fatima, che non è riuscita a perdonare Morey per la doppia disgrazia che ha colpito la sua famiglia, si è sposata col promesso sposo Khaled.
Proprio Khaled sembra essere però uno dei capi della cellula terroristica chiamata "Akrab" e Morey, una volta scoperta la cosa, mette in guardia Fatima. La ragazza scopre che è stato Khaled a ordinare al fratello di farsi saltare in aria e che anche se si fosse arreso l'avrebbe successivamente fatto uccidere in carcere.
Si scopre, in seguito, che Khaled è un infiltrato dei servizi segreti francesi, anche se Morey è convinto che il marito di Fatima faccia il doppio gioco e coinvolge la donna che ama in un'azione di spionaggio ai danni del marito.
Alla fine si scoprirà che Morey aveva ragione su Khaled infatti quest'ultimo si scoprirà che da ragazzo nonostante i soldi e gli studi che gli davano si è sempre sentito inferiore. A causa di ciò rimasto troppo coinvolto nel suo personaggio diventa davvero un terrorista e dopo aver fatto arrestare Maruan capo del gruppo jihādista tenta di uccidere i re di Spagna e del Marocco e i vari personaggi più influenti del mondo al fine di diventare il nuovo leader della jihad tuttavia a causa di una serie fortunate coincidenze il suo piano fallirà e rimasto scoperto tenterà di fuggire con Fatima minacciandola di uccidere la sua famiglia in caso gli disubbidisse. Braccato dalla polizia e da Morey e Fran farà prendere in ostaggio l'intero commissariato dagli ultimi membri della jihad senza successo. Disperato Khaled tenterà di scappare su una barca con Fatima ma la donna riesce a scappare e riunirsi con Morey mentre Fran rimane ferito in uno scontro a fuoco con Khaled. Khaled riesce a raggiungere sia Morey che Fatima e ordina alla donna di venire con lui ma Fatima alla fine sceglie Morey piuttosto che lui. Davanti a ciò Khaled non riuscendo ad accettare che Fatima abbia preferito Morey perde la ragione e spara ai 2 con un mitragliatore costringendo i 2 a buttarsi in acqua ma Khaled spara ancora verso i 2 e riesce a ferire Fatima mortalmente e quando è sul punto di uccidere Morey, Fran con le ultime forze rimaste spara a Khaled uccidendolo ponendo fine alla minaccia della jihad una volta per tutte.
Fatima e Fran muoiono per le ferite riportate mentre Morey torna a casa e rimane solo e sconsolato. Robledo, capo corrotto del CNI e mandante dell'assassinio di Serra, viene arrestato dalla polizia.

## Episodi
| Stagione         | Episodi           | Prima TV Spagna | Prima TV Italia |
| ---------------- | ----------------- | --------------- | --------------- |
| Prima stagione   | 13 (9 in Italia)  | 2014            | 2014            |
| Seconda stagione | 18 (15 in Italia) | 2015-2016       | 2015-2017       |

## Ascolti

### Spagna
In Spagna, la serie ha riscosso un enorme successo tanto da ottenere uno share medio del 26,8%, risultando essere il programma più visto di Telecinco. Grazie ai risultati ottenuti dalla prima stagione, composta da 13 puntate da 75 minuti ciascuna, la serie è stata rinnovata per una seconda stagione di 18 puntate della medesima durata.

### Italia

#### Prima stagione
La serie in Italia non ha avuto lo stesso successo riscosso in Spagna: infatti la prima puntata, andata in onda il 5 settembre 2014, ha ottenuto un ascolto pari al 14,29% di share (se si considera il sumulcast, la somma dello share è pari al 16,40%), mentre dalla seconda puntata ha iniziato a perdere spettatori fino ad ottenere appena l'11% di share. Visto il calo degli ascolti, Mediaset ha deciso in un primo momento di terminare la serie prima del previsto portando le 8 puntate di 100 minuti a 6 puntate da circa 150 minuti, tagliando così alcune scene. Dal 3 ottobre, la serie si sposta in seconda serata alle 23.30 circa, dove gli episodi vengono trasmessi con la loro durata originale di 75 minuti. In questa fascia oraria, il serial ottiene uno share medio del 15%, risultando il programma di seconda serata più visto, fino a raggiungere nel finale di stagione il 17,92% di share con picchi del 24%.
La versione integrale dei 13 episodi originali della prima stagione è disponibile in un cofanetto contenente 4 dvd.

#### Seconda stagione
La seconda stagione, composta in lingua spagnola da 18 episodi, viene proposta su Canale 5 a partire dall'8 luglio 2015 nella fascia di prima serata: la rete italiana sceglie, però, di mandare in onda un episodio e mezzo a sera. I primi 10 episodi, in Italia diventeranno 7. Tuttavia i risultati ottenuti sono negativi, con il debutto che ha fatto registrare soltanto l'11,26% di share.
In Spagna la seconda stagione si ferma all'episodio 10 per la pausa estiva e gli ultimi 8 episodi della trasmissione andranno in onda dal 24 febbraio al 20 aprile 2016. La stessa cosa avviene in Italia, dove i restanti 8 episodi conclusivi saranno trasmessi dal 9 luglio 2017 ma in seconda serata, alle 23.10, nel formato originale spagnolo di 75 minuti. Tutta la seconda stagione, in Italia è di 15 episodi.